# Blechnum glaziovii
Blechnum glaziovii är en kambräkenväxtart som beskrevs av Christ. Blechnum glaziovii ingår i släktet Blechnum och familjen Blechnaceae. Inga underarter finns listade.